# 日本精神医学史学会
精神医学史学会（せいしんいがくしがっかい、英文名 The Japanese Society for the History of Psychiatry）は、世界の精神医学史に興味を抱く人々により1997年に設立された学会。
事務局を東京都新宿区神楽坂4-1-1オザワビル2F（株）ワールドプランニング内に置いている。

## 活動
- 学術集会の開催、学会誌の刊行、外国の精神医学史学会との連携など[1]

## 「研修会・研究会等」の指定
- 社団法人日本精神神経学会より、「精神科専門医制度における精神科専門医資格の更新に際して必要とする取得単位を得る方法の一つとしての『研修会・研究会等への参加』」に関して、2009年、当学会が「研修会・研究会等」に指定される。

## 機関誌
- 『精神医学史研究』 年2回